# Wojciechów (powiat Lubelski)
Wojciechów is een dorp in het Poolse woiwodschap lubelskie, in het district Lubelski. De plaats maakt deel uit van de gemeente Wojciechów en telt 920 inwoners.